# Pablo Catatumbo
Pablo Catatumbo Torres Victoria (nacido como Jorge Torres Victoria) (Cali, 19 de marzo de 1953) es un político y exguerrillero colombiano de las Fuerzas Armadas Revolucionarias de Colombia - Ejército del Pueblo (FARC-EP).
Desde septiembre de 2017 es miembro de la dirección nacional del partido Comunes anteriormente conocido como Fuerza Alternativa Revolucionaria del Común, partido fundado tras la desaparición de la guerrilla de las FARC-EP. Catatumbo pertenecía al secretariado de las FARC-EP desde 2008. En la legalidad ha decidido conservar su nombre de guerra. El 1 de diciembre de 2017 se acogió a la Justicia Especial para la Paz (JEP). Firmó el acta junto a Victoria Sandino convirtiéndose ambos en los primeros miembros de la dirección de la Fuerza Alternativa Revolucionaria del Común firmantes del acta de suscripción a la JEP. Desde 2018 es Senador de la República de Colombia.

## Biografía

### Militancia en las FARC-EP
En el año de 1967 ingresa al Partido Comunista, y en 1968 ingresa a la Juventud Comunista Colombiana. Inició su vida clandestina en Medellín desde mediados de los años 70, no en las FARC, sino en el Movimiento 19 de abril (M-19), en tiempos en que la mafia afianzaba su poder. Formó parte del grupo que Pablo Escobar tuvo prisionero para rescatar a Marta Nieves Ochoa, antes de anunciar la creación del Muerte A Secuestradores (MAS).
La Juventud Comunista lo envió a tomar un curso en las afueras de Moscú, en un instituto destinado a instruir sobre marxismo-leninismo de la mano de profesores soviéticos. En la delegación colombiana viajaban también Alfonso Cano y Leonardo Posada.
Su primera acción en la guerrilla fue en 1973 con la toma guerrillera de Colombia (Huila). En 1976 fue nombrado cabecilla del Frente 26 de las FARC y en 1979 cabecilla del Frente 6 de las FARC.
Tras su experiencia con el M-19, regresó a su región y se vinculó nuevamente a las FARC-EP. En estrecha relación con Alfonso Cano, compartió con él no sólo avances militares desde la estratégica zona del sur del Tolima sino el estudio de la historia y la lectura de los textos políticos del libertador Simón Bolívar. Con el paso de los años, ambos coincidieron en la consolidación de las milicias, la infiltración de organizaciones y universidades y el fortalecimiento del denominado Partido Comunista Clandestino.
En los años 90, Cano y Catatumbo lograron convertir la región del Cañón de Las Hermosas, en el sur de Tolima, en un fortín militar de las FARC-EP, logró mantenerse por bastante tiempo gracias a guerrilleros rurales. Era la época en la que tanto Pablo Catatumbo y los carteles del Norte del Valle y Cali, en especial con Hernando Gómez Bustamante, alias Rasguño y José Santacruz Londoño peleaban por el control de los territorios de los cultivos de coca, según acusaciones de la prensa nunca probadas ni juzgadas. En 1992 pasó a ser miembro del Estado Mayor Central de las FARC-EP. El mismo año participó en los diálogos de paz de Tlaxcala, y junto a Iván Márquez, Marcos Calarcá y Andrés París constituyó una línea de pensamiento para darles forma a las directrices adoptadas en las diversas conferencias de la guerrilla.
Acusado de "crímenes de lesa humanidad" por el gobierno de Álvaro Uribe. El Departamento de Estado de los Estados Unidos ofreció recompensas por su captura por narcotráfico y efectuaron circular roja de la Interpol.
Víctima de la guerra de crimen organizado de los grupos paramilitares, con apoyo del estado, Carlos Castaño ordenó el secuestro de su hermana Janeth Torres, quien se desempeñaba como secretaria en la Universidad Santiago de Cali, en el marco de una guerra declarada a la subversión por una alianza entre paramilitares y narcotraficantes que buscarían una aparente retaliación por otras acciones criminales de la guerrilla. El secuestro de la hermana de Catatumbo era el primer paso de una estrategia de los paramilitares. La mediadora Liduine Zampolle logró su liberación pero las autodefensas continuaron con su plan. El 24 de julio secuestraron al hermano de Alfonso Cano, el 26 de agosto a la hermana de Simón Trinidad, el 10 de noviembre a la hermana de Iván Márquez y ese mismo mes a un par de esposos, familiares de otro cabecilla del secretariado. En 2008 según una información publicada por los medios de comunicación se localizó el cadáver de Janeth en una fosa. Ella habría regresado por voluntad propia al campamento de Castaño Gil, al parecer atraída por un sentimiento amoroso, la pareja habría sostenido un romance que duró pocos meses y finalmente Castaño Gil ordenó al poco tiempo su muerte al considerar que la mujer se había infiltrado en las filas paramilitares con el fin de obtener información para las FARC-EP.
Catatumbo fue comandante del Bloque Occidental de las FARC-EP y en marzo de 2008 fue nombrado miembro del secretariado de las FARC-EP, tras la muerte de Manuel Marulanda. Vio caer a importantes cuadros de su anillo de seguridad pero logró eludir varios cercos militares. No tuvo la misma suerte Alfonso Cano, abatido por las Fuerzas Militares en noviembre de 2011 en una operación desarrollada por el gobierno cuando ya habían iniciado las conversaciones de paz entre el gobierno y las FARC-EP, y Cano era uno de los interlocutores, según reconoció el mismo presidente Juan Manuel Santos. Fue un importante golpe para Catatumbo dado que tiempo atrás con Cano integró un binomio de fortalecimiento militar y político en la región entre los departamentos del Valle del Cauca, Tolima, Huila y Cauca.

### Diálogos para la paz
En 1992, participó apoyando a Alfonso Cano en los diálogos de paz de Tlaxcala durante el gobierno de César Gaviria. Con Catatumbo se iniciaron los primeros contactos del gobierno de Santos para abrir paso a los diálogos que culminaron en la firma del Acuerdo de paz entre el gobierno colombiano y las FARC-EP firmados a finales de 2016. Cuando murió Cano, ya había sido contactado para emprender acercamientos con el gobierno de Santos con miras al eventual proceso de paz. Aunque la muerte del entonces máximo líder de las FARC-EP lo alejó de los diálogos meses más tarde aceptó participar a pesar de que se enfrentó a ellos con escepticismo.
Después de que le suspendieron 41 órdenes de captura por las acusaciones de rebelión, reclutamiento de menores, homicidio, secuestro y narcotráfico, las habituales del gobierno y los EE. UU. contra todos los líderes guerrilleros, en abril de 2013 se incorporó como vocero de las FARC-EP en las negociaciones con el gobierno en La Habana, que culminaron a finales de 2016 con la firma del acuerdo.

### Trayectoria política
En agosto de 2017 fue elegido miembro de la Dirección Nacional de Fuerza Alternativa Revolucionaria del Común, partido fundado tras la desaparición de la guerrilla de las FARC-EP; logró 866 votos de los delegados del congreso fundacional, quedando en segundo lugar, después de Iván Márquez quien obtuvo 888 sufragios.
El 1 de diciembre de 2017 se acogió a la Justicia Especial para la Paz (JEP) que será la encargada de juzgar los crímenes cometidos en el conflicto armado según se estableció en los Acuerdos de Paz de La Habana. Catatumbo señaló que la intención es "quedar a disposición de esta jurisdicción de acuerdo con lo que quedó pactado y según lo que se aprobó en el acto legislativo. Esto está encaminado a nuestro proceso de reincorporación". El 7 de agosto de 2018 asumió como senador de la República por la Fuerza Alternativa Revolucionaria del Común.
En 2020 rindió versión ante la JEP por el reclutamiento de menores por las FARC-EP.